# ڙ
Ṛa (ڙ) est une lettre additionnelle de l’alphabet arabe utilisée dans l’écriture de l’od, du shina, du shina kohistani, du sindhi, du torwali et de l’ushoji.

## Utilisation
Dans l’écriture du sindhi avec l’alphabet arabe, ‹ ڙ › représente une consonne roulée rétroflexe voisée [ɽ].